# 圣玛丽亚-德米拉列斯
圣玛丽亚-德米拉列斯，是西班牙加泰罗尼亚巴塞罗那省的一个市镇。总面积25平方公里，总人口133人（2013年），人口密度每平方公里5人。